# Ціберманово
Ціберма́ново (рос. Циберманово) — селище у складі Суєтського району Алтайського краю, Росія.

## Населення
Населення — 74 особи (2010; 136 у 2002).
Національний склад (станом на 2002 рік):
- росіяни — 74 %